# Bommaganahalli, Chik Ballapur
Bommaganahalli là một làng thuộc tehsil Chik Ballapur, huyện Kolar, bang Karnataka, Ấn Độ.